# Памбакский хребет
Памбакский хребет (арм. Փամբակի լեռնաշղթա) — горный хребет на северо-востоке Армении; водораздел рек бассейнов Аракса (Ахурян, Касах, Раздан) (с юга) и Куры (Памбак, Агстев) (с севера). Тянется с северо-запада на юго-восток от города Спитак до Севанского полуострова на 70 км. Хребет сложен изверженными породами; он безлесен на всём протяжении, за исключением подножия северного склона, в долине Агстева, там сохранились дубово-буковые леса. Повсюду на склонах и водоразделе горные степи и горные луга, выгорающие с середины лета. Высшей точкой хребта является гора Тежлер (Թեժ լեռ, 3101 м).
С хребта берут начало реки: Агстев, Памбак, Мармарик.

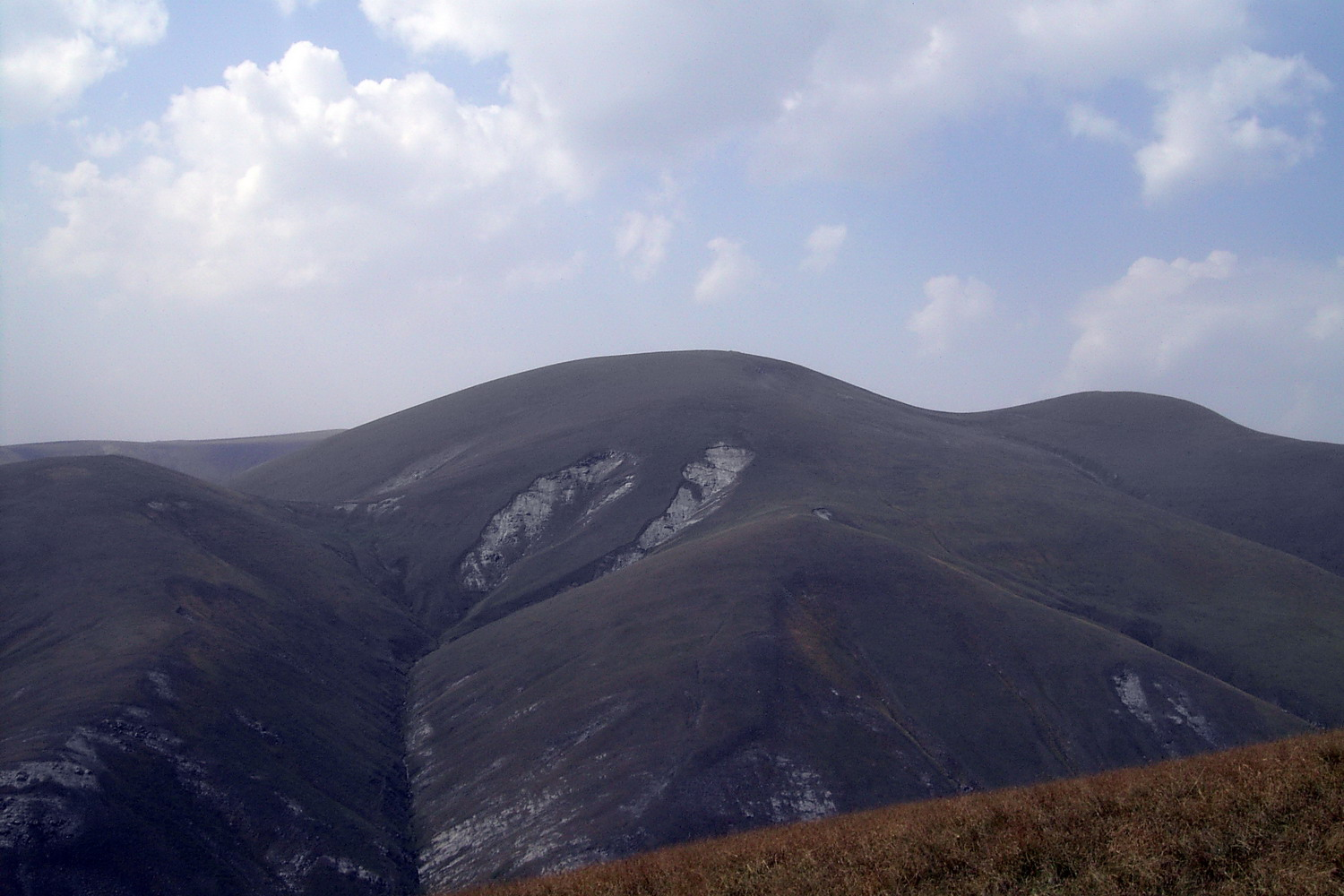
Высочайшая вершина хребта — гора Теж (3101 м)
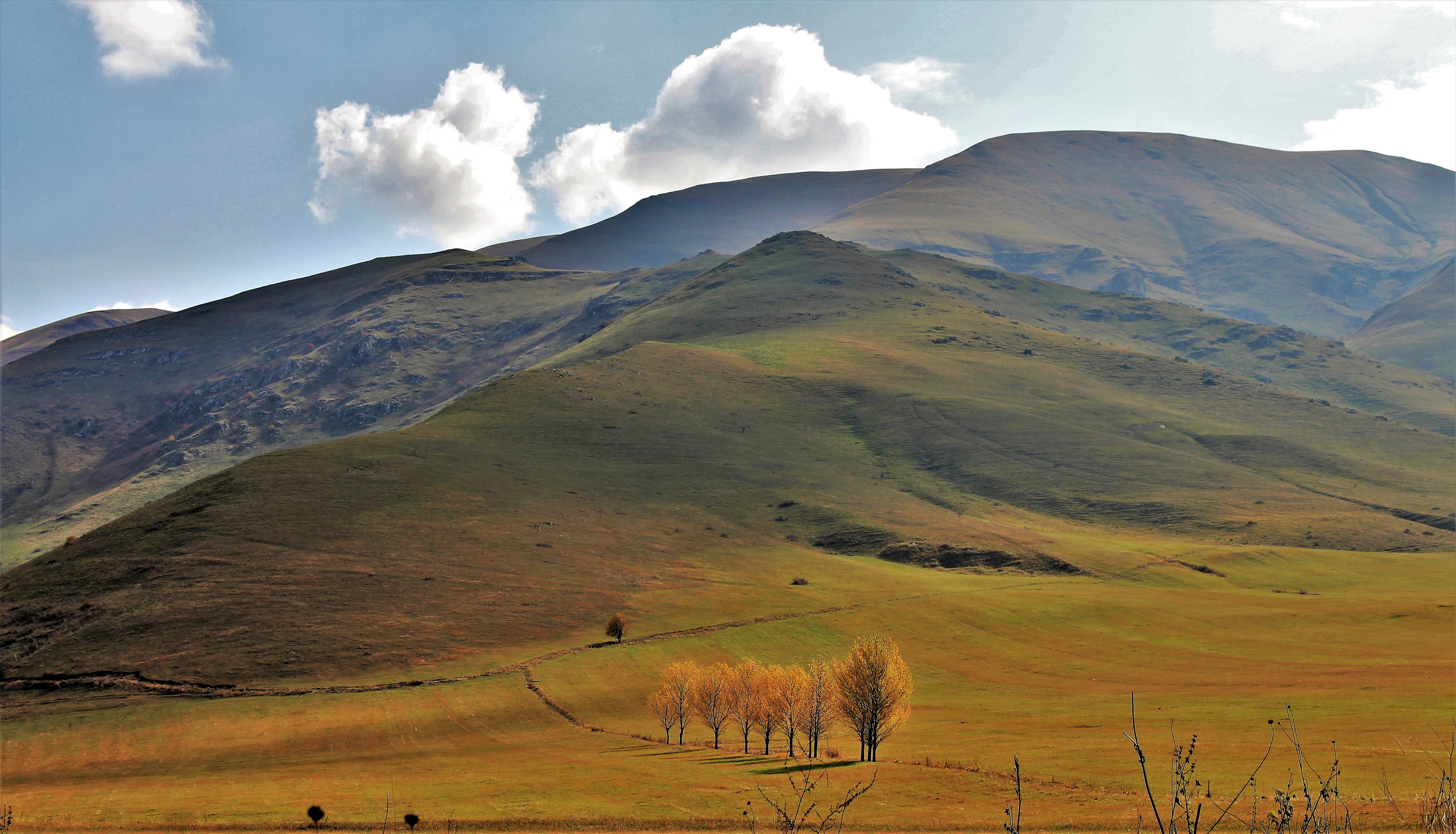
Горные пейзажи
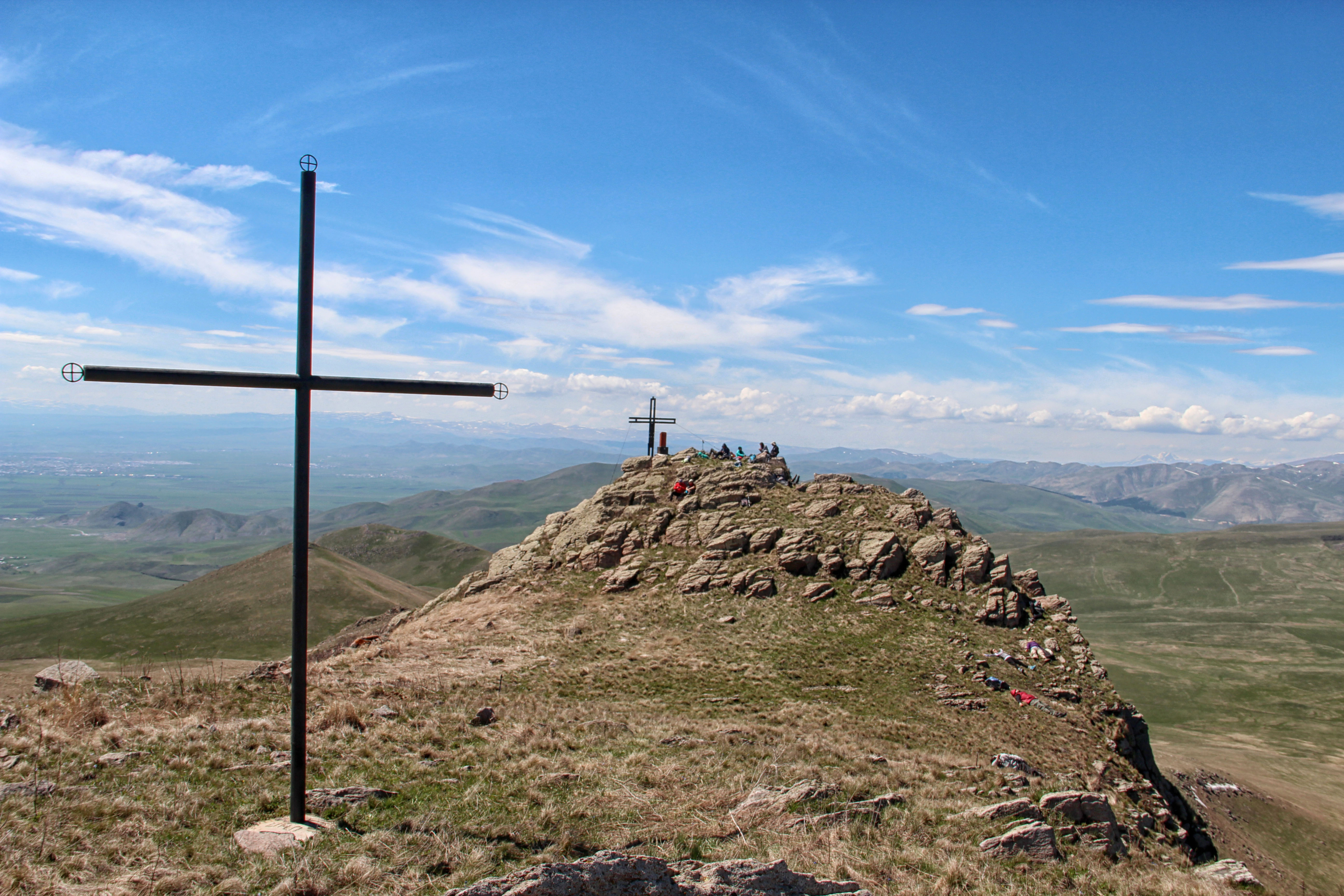
Вершина Арзнакар (2483 м)